# Трофимчук, Олег Григорьевич
Оле́г Григо́рьевич Трофимчу́к (16 января 1941, Минск — 18 мая 1984) — советский архитектор.

## Биография
Закончил в 1968 году Белорусский национальный технический университет. С 1968 года главный архитектор г. Молодечно, с 1971 года в Управлении по строительству и архитектуре Минского облисполкома (с 1973 года начальник управления, главный архитектор области).

## Творчество
Основные работы: Монумент в честь матери-патриотки в г. Жодино (Государственная премия СССР 1977), проекты планировки и застройки 3 микрорайонов и проспекта Ленина в Молодечно (1969—1973), центров городов Копыль (1972) и Жодино (1974—1975), микрарайона в г. Клецк (1972), генпланы г.п. Мядель (1973), г. Вилейка (1977), деревень Крупица Минского (1979), Слобода Смолевичского (1980) районов (всё в соавторстве). Памятники М. Горькому в Минске (1981), Г. А. Никандровой в г. Дубровна (1980), мемориальный комплекс в честь Ветринских подпольных райкомов КП(б)Б и ЛКСМБ, партизанской бригады имя К. Я. Ворошилова в деревне Гомель Полоцкого района (1977).